# László Komár
László Komár (n. 28 noiembrie 1944, Adásztevel, districtul Pápa, Veszprém, Ungaria – d. 17 octombrie 2012, Budapesta, Ungaria) a fost un cântăreț maghiar. 